# Fekete-patak (Nógrád vármegye)
A Fekete-patak a Börzsönyben ered, Diósjenő településtől nyugatra ered, Nógrád vármegyében, mintegy 250 méteres tengerszint feletti magasságban. A patak forrásától kezdve keleti, majd északkeleti irányban halad, majd Tolmács keleti részénél éri el a Jenői-patakot.
Egyetlen mellékvize a Görbe-patak.

## Part menti település
- Diósjenő
- Tolmács